# 言語新作
言語新作（げんごしんさく、英: neologism）または造語症（ぞうごしょう）とは、造語（新語）や口から出まかせな言葉の使用、いくつかの語や語の一部から新語が合成される症状。精神医学・臨床心理学上は、統合失調症に多い症状とされる。

## 概要
『南山堂医学大辞典』によると、言語新作／造語症に見られる新語は、私的な意味または音声を持っており、日常的な言語の規範から外れている。それらは無意味であったり、通常の言語に適さない新しい体験を表現していたりする。多くの場合この症状は、心理的・意味的な圧縮を含んでいる。なお分裂言語症（ドイツ語: Schizophasie）は、言語新作などの言語的異常を特徴とする。
『カウンセリング辞典』における医学博士・精神医学者の山中康裕の解説によれば、言語新作／造語症という用語は他人には通じない，まったく個人的に特殊な意味や音声を持つことばを造り出したり，ことばを違った概念を表すのに用いることを指す。この症状は、思考が障害されて起こる発話異常の一種とされる。

## 症例
以下は山中康裕が挙げた症例：
- 「私は4番の状態です」：ここで患者が言う「4番」は、死を意味している[3]。

- 「私は病院のニューヨークへ行く」：ここで患者が言う「ニューヨーク」は、入浴を表している[3]。